# بالوگونیوم
بالوگونیوم (به مجاری: Balogunyom) یک شهرداری در مجارستان است که در واش واقع شده‌است. بالوگونیوم ۱۲٫۱۲ کیلومتر مربع مساحت و ۱٬۲۴۱ نفر جمعیت دارد.